# Mont Hiuchi
Pour l’article homonyme, voir Hiuchigatake.
Le mont Hiuchi (火打山, Hiuchi-yama) est une montagne située dans la préfecture de Niigata, sur l'île de Honshū au Japon. Il est classé parmi les 100 montagnes célèbres du Japon.

## Géographie

### Situation, topographie
Le mont Hiuchi, dont le sommet culmine à une altitude de 2 462 m, est situé  à la limite des villes de Myōkō et Itoigawa dans le sud-ouest de la préfecture de Niigata. Il fait partie des monts Kubiki dans le parc national Myōkō-Togakushi Renzan.